# Campeonato Mundial de Atletismo em Pista Coberta de 2024 - 800 m masculino
A prova dos 800 metros masculino do Campeonato Mundial de Atletismo em Pista Coberta de 2024 ocorreu entre os dias 1 a 3 de março na Arena Commonwealth, em Glasgow, no Reino Unido.

## Recordes
Antes desta competição, os recordes mundiais e do campeonato nesta prova eram os seguintes:
|                       | Nome            | Nacionalidade | Tempo     | Local | Data               |
| --------------------- | --------------- | ------------- | --------- | ----- | ------------------ |
| Recorde mundial       | Wilson Kipketer | Dinamarca     | 1m 42s 67 | Paris | 9 de março de 1997 |
| Recorde do campeonato | Wilson Kipketer | Dinamarca     | 1m 42s 67 | Paris | 9 de março de 1997 |

## Medalhistas
| Ouro               | Prata                | Bronze               |
| Bryce Hoppel (USA) | Andreas Kramer (SWE) | Eliott Crestan (BEL) |

## Cronograma
Todos os horários são locais (UTC+0).
| Data       | Hora  | Evento    |
| ---------- | ----- | --------- |
| 1 de março | 12:16 | Bateria   |
| 2 de março | 12:30 | Semifinal |
| 3 de março | 21:10 | Final     |

## Resultados

### Bateria
Qualificação: 2 atletas de cada bateria (Q) mais os 2 melhores qualificados (q).
| Posição | Bateria | Raia | Atleta                 | Nacionalidade  | Tempo   | Notas                |
| ------- | ------- | ---- | ---------------------- | -------------- | ------- | -------------------- |
| 1       | 5       | 6    | Mariano García         | Espanha        | 1:45.81 | Q                    |
| 2       | 5       | 4    | Isiah Harris           | Estados Unidos | 1:46.12 | Q,                   |
| 3       | 2       | 6    | Bryce Hoppel           | Estados Unidos | 1:46.15 | Q                    |
| 4       | 5       | 5    | Benjamin Robert        | França         | 1:46.16 | q                    |
| 5       | 4       | 5    | Mohamed Attaoui        | Espanha        | 1:46.20 | Q                    |
| 6       | 4       | 6    | Andreas Kramer         | Suécia         | 1:46.21 | Q,                   |
| 7       | 2       | 5    | Abdelati El Guesse     | Marrocos       | 1:46.29 | Q                    |
| 8       | 4       | 4    | Tibo De Smet           | Bélgica        | 1:46.34 | q,                   |
| 9       | 1       | 4    | Mohamed Ali Gouaned    | Argélia        | 1:46.49 | Q                    |
| 10      | 5       | 3    | Ryan Clarke            | Países Baixos  | 1:46.69 |                      |
| 11      | 1       | 5    | Tshepiso Masalela      | Botswana       | 1:46.76 | Q                    |
| 12      | 3       | 6    | Eliott Crestan         | Bélgica        | 1:46.79 | Q                    |
| 13      | 1       | 3    | Collins Kipruto        | Quênia         | 1:46.89 | Recorde da temporada |
| 14      | 2       | 4    | Noah Kibet             | Quênia         | 1:46.90 |                      |
| 15      | 3       | 5    | Catalin Tecuceanu      | Itália         | 1:47.07 | Q                    |
| 16      | 2       | 3    | Francesco Pernici      | Itália         | 1:47.38 | Recorde pessoal      |
| 17      | 1       | 2    | James Preston          | Nova Zelândia  | 1:47.59 | Recorde nacional     |
| 18      | 4       | 3    | Jakub Dudycha          | Chéquia        | 1:47.81 |                      |
| 19      | 3       | 1    | Balázs Vindics         | Hungria        | 1:47.83 | Recorde da temporada |
| 20      | 1       | 6    | Mateusz Borkowski      | Polónia        | 1:48.07 |                      |
| 21      | 2       | 2    | Edose Ibadin           | Nigéria        | 1:48.21 | Recorde da temporada |
| 22      | 5       | 2    | Filip Šnejdr           | Chéquia        | 1:48.30 |                      |
| 23      | 3       | 4    | John Rivera            | Porto Rico     | 1:48.44 |                      |
| 24      | 3       | 2    | Husain Mohsin Al-Farsi | Omã            | 1:48.47 | Recorde nacional     |
| 25      | 4       | 1    | Efrem Mekonnen         | Etiópia        | 1:49.71 |                      |
| 26      | 3       | 3    | Eduardo Ribeiro        | Brasil         | 1:49.74 | Recorde pessoal      |
| 27      | 4       | 2    | Marino Bloudek         | Croácia        | 1:49.97 |                      |

### Semifinal
Qualificação: classificaram-se os 3 melhores de cada bateria (Q).
| Posição | Bateria | Raia | Atleta              | Nacionalidade  | Tempo          | Notas |
| ------- | ------- | ---- | ------------------- | -------------- | -------------- | ----- |
| 1       | 2       | 6    | Bryce Hoppel        | Estados Unidos | 1:45.08 [.072] | Q,    |
| 2       | 2       | 4    | Eliott Crestan      | Bélgica        | 1:45.08 [.076] | Q,    |
| 3       | 2       | 5    | Benjamin Robert     | França         | 1:45.28        | Q,    |
| 4       | 2       | 2    | Abdelati El Guesse  | Marrocos       | 1:45.45        |       |
| 5       | 2       | 3    | Mohamed Attaoui     | Espanha        | 1:45.68        |       |
| 6       | 1       | 4    | Mariano García      | Espanha        | 1:47.83        | Q     |
| 7       | 1       | 5    | Catalin Tecuceanu   | Itália         | 1:48.13        | Q     |
| 8       | 1       | 3    | Andreas Kramer      | Suécia         | 1:48.14        | Q     |
| 9       | 1       | 2    | Isiah Harris        | Estados Unidos | 1:48.18        |       |
| 10      | 1       | 6    | Tshepiso Masalela   | Botswana       | 1:48.44        |       |
| 11      | 1       | 1    | Tibo De Smet        | Bélgica        | 1:48.47        |       |
| 99      | 2       | 1    | Mohamed Ali Gouaned | Argélia        | DNF            |       |

### Final
A final ocorreu dia 3 de março às 21:10.
| Posição           | Raia | Atleta            | Nacionalidade  | Tempo   | Notas                |
| ----------------- | ---- | ----------------- | -------------- | ------- | -------------------- |
| Medalha de ouro   | 6    | Bryce Hoppel      | Estados Unidos | 1:44.92 | Melhor marca do ano  |
| Medalha de prata  | 3    | Andreas Kramer    | Suécia         | 1:45.27 | Recorde da temporada |
| Medalha de bronze | 2    | Eliott Crestan    | Bélgica        | 1:45.32 |                      |
| 4                 | 4    | Catalin Tecuceanu | Itália         | 1:46.39 |                      |
| 5                 | 1    | Mariano García    | Espanha        | 1:48.77 |                      |
| 9                 | 5    | Benjamin Robert   | França         | DSQ     | TR17.2.4             |

Legenda
| Recorde mundial       | Recorde mundial (World record)               |                       | Recorde africano                      | Recorde africano (African) |                                           | Q | Classificado por posição (Qualified) |
| Recorde do campeonato | Recorde do campeonato (Championship record)  | Recorde da América    | Recorde da América (Americas)         | q                          | Classificado por melhor tempo (Qualified) |   |                                      |
| Melhor marca do ano   | Melhor marca do ano (World leading)          | Recorde asiático      | Recorde asiático (Asian)              | DNS                        | Não largou (Did not start)                |   |                                      |
| Recorde nacional      | Recorde nacional (National record)           | Recorde europeu       | Recorde europeu (European)            | DNF                        | Não terminou (Did not finish)             |   |                                      |
| Recorde pessoal       | Recorde pessoal do atleta (Personal best)    | Recorde da Oceania    | Recorde da Oceania (Oceania)          | DSQ / DQ                   | Desclassificado (Disqualified)            |   |                                      |
| Recorde da temporada  | Recorde da temporada do atleta (Season best) | Recorde sul-americano | Recorde sul-americano (South America) | NM                         | Sem marca (No mark)                       |   |                                      |